# Bahnhof Ötztal

Der Bahnhof Ötztal ist ein Regional- und Fernbahnhof an der Arlbergbahn in der Gemeinde Haiming in Tirol.
Der Bahnhof im Bahnkilometer 45,42 der Arlbergbahn wurde 1883 eröffnet. Um den Bahnhof siedelten sich im Lauf der Zeit Gewerbebetriebe an und es entwickelte sich der Ort Ötztal-Bahnhof.
Der Bahnhof dient insbesondere der Anbindung des Ötztals, daher halten hier nicht nur die S-Bahnen der S-Bahn Tirol, sondern auch Fernzüge. Pro Tag steigen im Schnitt rund 2400 Fahrgäste ein oder aus (Stand 2009). Vom Bahnhofsplatz fahren die Busse ins Ötztal ab und es steht ein P+R-Platz für 225 Kraftfahrzeuge zur Verfügung. 2019 belegte der Bahnhof beim VCÖ-Bahntest Platz 6 der bestbewerteten Kleinbahnhöfe.

## Aufnahmsgebäude
Das aus der Erbauungszeit stammende Aufnahmsgebäude steht unter Denkmalschutz. Das mit einem Krüppelwalmdach gedeckte zweigeschoßige Gebäude weist eine Steinfassade mit Eckquaderungen und drei Fensterachsen mit breitem Mittelrisalit auf. Die holzverschalten Giebel sind reich gegliedert. Auf beiden Seiten schließen eingeschoßige Seitenflügel mit Putzfassade und Satteldach an. Das auf Eisenstützen gelagerte Bahnsteigdach ist als Veranda ausgeführt, an beiden Seiten befinden sich eingeschoßige Endpavillons für Nebenräume.

## Verkehrsbedeutung
Die Bedeutung des Bahnhofs liegt neben dem Pendlerverkehr nach Innsbruck vor allem im Tourismus des Ötztals.

### Schienenverkehr

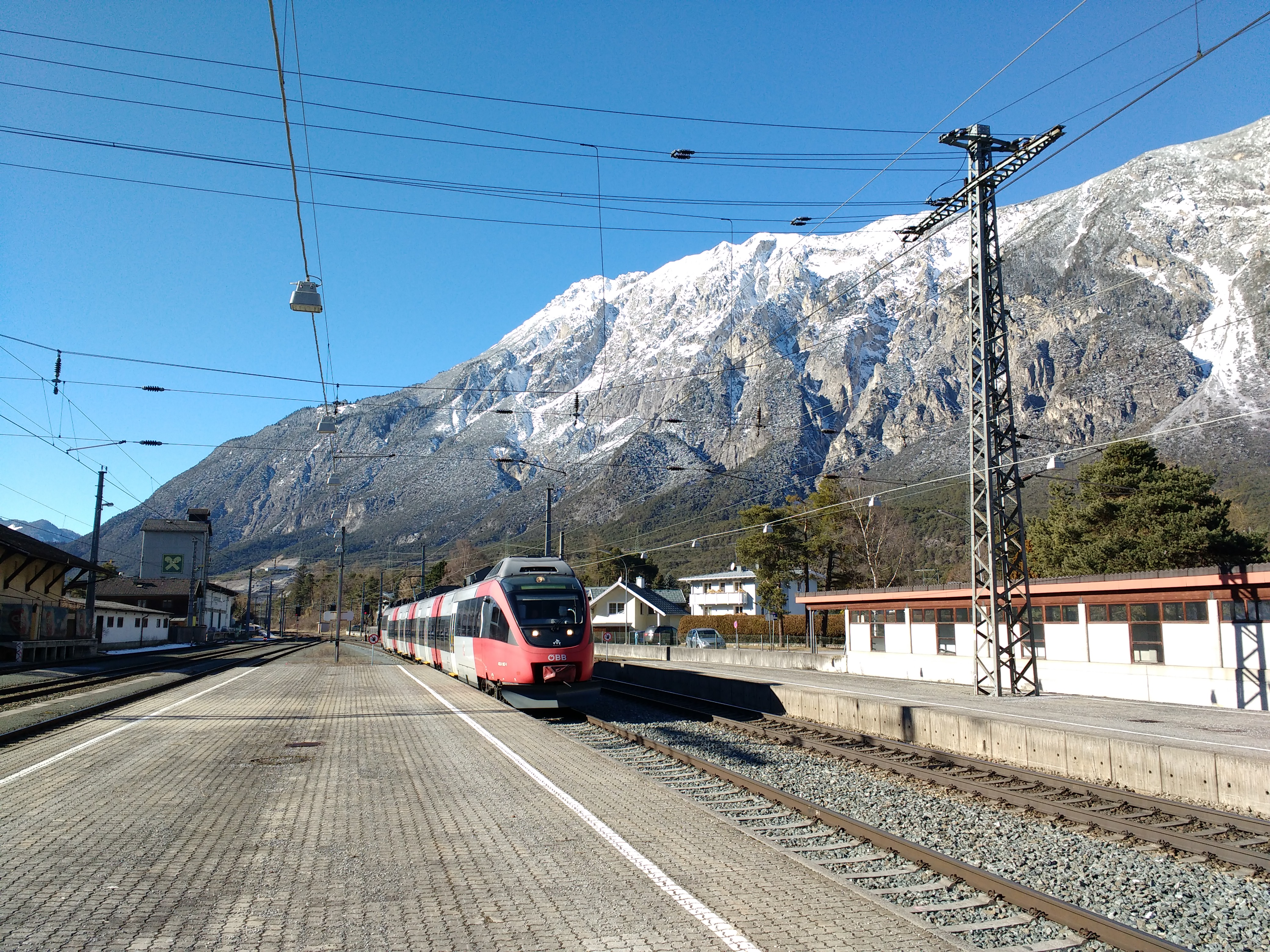
S-Bahn am Bahnhof Ötztal

Im Fernverkehr halten hier regelmäßig Züge nach Zürich und Wien bzw. Budapest und Bratislava. Dazu gibt es noch wenige Zugpaare nach Deutschland und Graz. Abgesehen von den 2-stündlich verkehrenden Railjets mit Halt in Imst-Pitztal halten am Bahnhof alle Fernverkehrszüge. Die meisten Nachtzüge durch den Bahnhof halten hier nicht, bis auf ein Nightjet Zugpaar nach Bregenz bzw. Wien. Im Nahverkehr verkehren regelmäßig Züge der S-Bahn Tirol. 
Folgende Tabelle listet alle Zugrelationen mit Halt in Ötztal auf. Zu Tagesrandzeiten, Hauptverkehrszeiten und an Wochenenden verkehren teilweise weitere Züge. An den Wochenenden verkehrt hier auch die Tiroler Nacht-S-Bahn nach Innsbruck und Landeck.
| Zuggattung                  | Strecke | Taktfrequenz               |
| --------------------------- | --- | -------------------------- |
| Xpress                      | Bratislava / Budapest / Flughafen Wien – Wien – St. Pölten – Linz – Salzburg – Kufstein – Wörgl – Innsbruck – Ötztal – Landeck-Zams – Feldkirch – Zürich | 2-Stunden-Takt             |
| Intercity-Express           | Innsbruck – Ötztal – Feldkirch – Bregenz – Stuttgart – Mannheim – Köln – Münster                                                                         | ein Zugpaar                |
| EuroCity                    | Zürich – Feldkirch – Landeck-Zams – Ötztal – Innsbruck – Jenbach – Wörgl – Kitzbühel – Saalfelden – Schwarzach-St. Veit – Bischofshofen – Leoben – Graz  | ein Zugpaar                |
| D                           | Innsbruck – Ötztal – Feldkirch – Bregenz | ein Zugpaar                |
| ÖBB Nightjet                | Wien – St. Pölten – Linz – Salzburg – Innsbruck – Ötztal – Landeck-Zams – Feldkirch – Bregenz                                                            | ein Zugpaar                |
| Regional-Express#Österreich | Innsbruck – Telfs-Pfaffenhofen – Ötztal (– Landeck-Zams)                                                                                                 | 30-Minuten-Takt            |
| S-Bahn Tirol#S4             | Innsbruck – Telfs-Pfaffenhofen – Ötztal – Landeck-Zams                                                                                                   | Nacht S-Bahn am Wochenende |

### Busverkehr

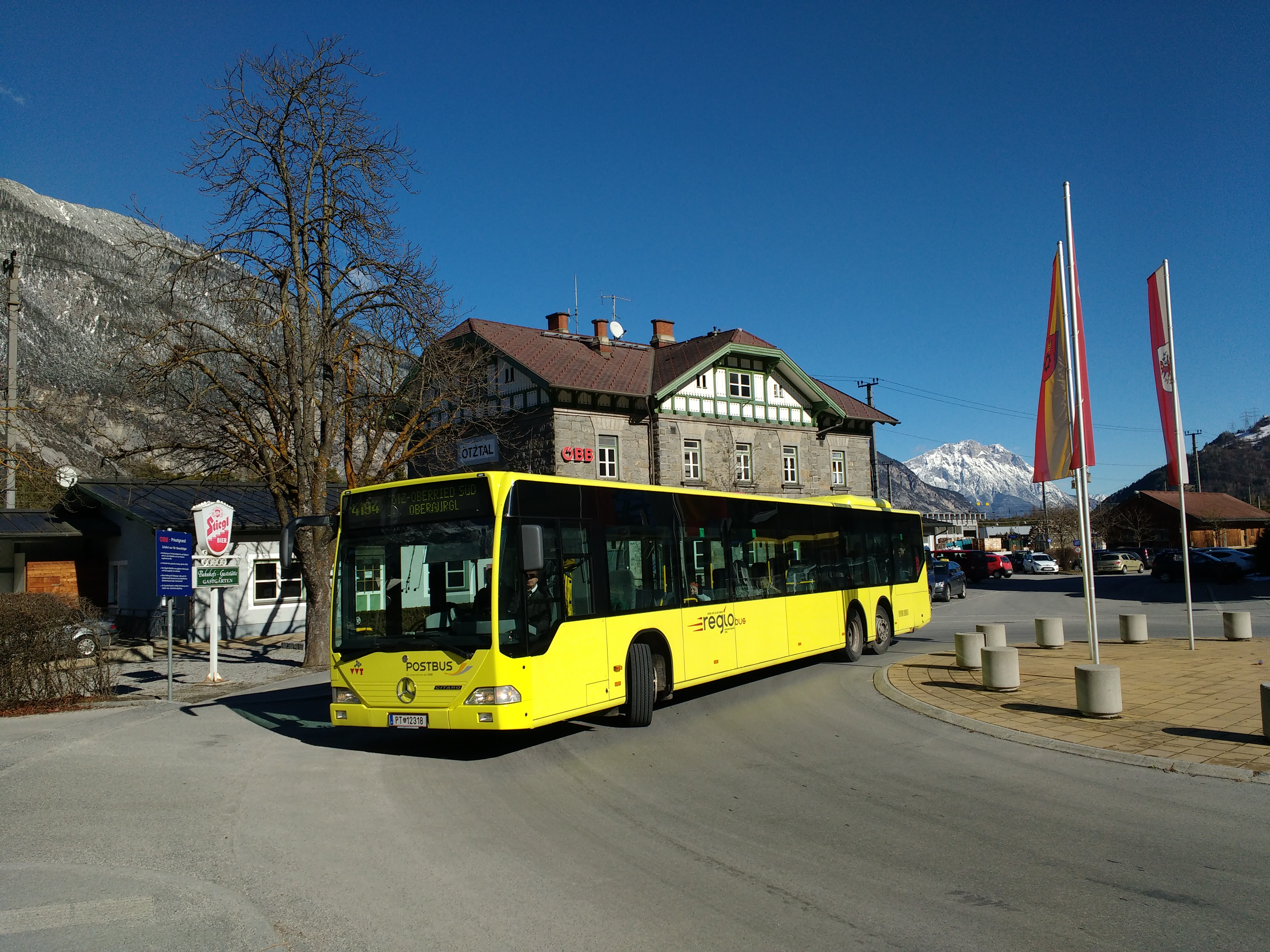
Regiobus am Bahnhofsvorplatz

Vom Bahnhofsvorplatz verkehren Busse der Postbus AG in die umliegenden Orte und das Tal.
- 320: Imst – Ötztal Bhf. – Längenfeld – Sölden – Obergurgl
- 4196: Imst – Ötztal Bhf. – Haiming – Silz – Mötz – Oetz – Kühtai
- 8352: Innsbruck – Telfs – Mötz – Silz – Haiming – Ötztal Bhf.